# Erwin Pokorny
Erwin Pokorny (* 11. März 1920 in Wiener Neustadt; † 4. März 1973 ebenda) war ein österreichischer Politiker (ÖVP) und Gewerkschaftssekretär. Er war von 1969 bis 1973 Abgeordneter zum Landtag von Niederösterreich.
Pokorny absolvierte eine Gärtnerlehre und war als Textilarbeiter beschäftigt. Er engagierte sich als Betriebsrat und wirkte von 1956 bis 1959 als ÖAAB-Hauptbezirksobmann. Zudem war er Bundesobmann der Fraktion Christlicher Gewerkschafter in der Textilarbeitergewerkschaft und vertrat die ÖVP zwischen dem 4. Dezember 1969 und dem 4. März 1973 im Niederösterreichischen Landtag.